# Saint-Symphorien, Lozère
Saint-Symphorien este o comună în departamentul Lozère din sudul Franței. În 2009 avea o populație de 247 de locuitori.

## Evoluția populației
| An        | 1975 | 1982 | 1990 | 1999 | 2006 | 2009 |
| --------- | ---- | ---- | ---- | ---- | ---- | ---- |
| Populație | 427  | 377  | 307  | 257  | 264  | 247  |